# Ron Moody
Ron Moody, eg. Ronald Moodnick, född 8 januari 1924 i London, död 11 juni 2015 i London, var en brittisk skådespelare.
Han är mest känd för rollen som Fagin i musikalen Oliver!, som han gjorde både på scen och film (1968) samt som Uriah Heep i David Copperfield (1969). Moody blev vidare känd för sin säregna blick, som han demonstrerade i musikvideon till Pet Shop Boys hitsingel It's a sin, där han spelade en domare.

## Filmografi i urval
- Musen på månen (1963)
- Städligan (1963)
- Det är fult att mörda (1964)
- Oliver! (1968)
- David Copperfield (1969)
- Asterix – bautastenssmällen (1989) (röst)

## Fotnoter
1. ↑  SNAC, SNAC Ark-ID: w62z186g, läs online, läst: 9 oktober 2017.[källa från Wikidata]
2. 1 2  Internet Broadway Database, Internet Broadway Database person-ID: 86456, läst: 9 oktober 2017.[källa från Wikidata]
3. 1 2  Find a Grave, Find A Grave-ID: 147705851, läs online, läst: 9 oktober 2017.[källa från Wikidata]
4. ↑  Tjeckiska nationalbibliotekets databas, NKC-ID: xx0153421, läst: 15 december 2022.[källa från Wikidata]
5. ↑  läs online, www.theatreworldawards.org .[källa från Wikidata]